# Zisk na akcii
Zisk na akcii, známý také pod anglickou zkratkou EPS - Earnings Per Share, je definován jako zisk připadající na jednu kmenovou akcii společnosti.

## Výpočet EPS
Zisk na akcii (Základní vzorec)
{\displaystyle {\mbox{Zisk na akcii}}={\frac {\mbox{Čistý zisk společnosti - preferenční dividendy}}{\mbox{Počet akcií společnosti}}}}
Při výpočtu je přesnější použít vážený průměr počtu akcií v oběhu v průběhu funkčního období podávání zpráv, protože počet kmenových akcií v oběhu se může v průběhu času měnit vlivem navyšování kapitálu a zpětných odkupů. Datové zdroje většinou pro zjednodušení výpočtu využívají počet akcií v oběhu na konci období.

## Příklad
Zisk na akcii je obecně považován za jeden z nejdůležitějších faktorů při stanovení ceny akcií. Je také hlavní složkou používanou k výpočtu poměru cena/zisk.
Předpokládejme, že společnost má čistý zisk ve výši 25 milionů dolarů. Pokud společnost vyplácí 1 milion dolarů na přednostní dividendy a má 10 milionů akcií první polovinu roku a 15 milionů akcií za druhou polovinu, EPS je {\displaystyle ({\frac {\mbox{24}}{\mbox{12.5}}})={\mbox{1,92}}}. Za prvé, 1 milion dolarů se odečítá z čistého zisku, zůstane tedy 24 milionů dolarů. Vážený průměr akcií v oběhu (0.5 x 10M + 0.5 x 15M = 12,5 m).